# Raymond Roussel

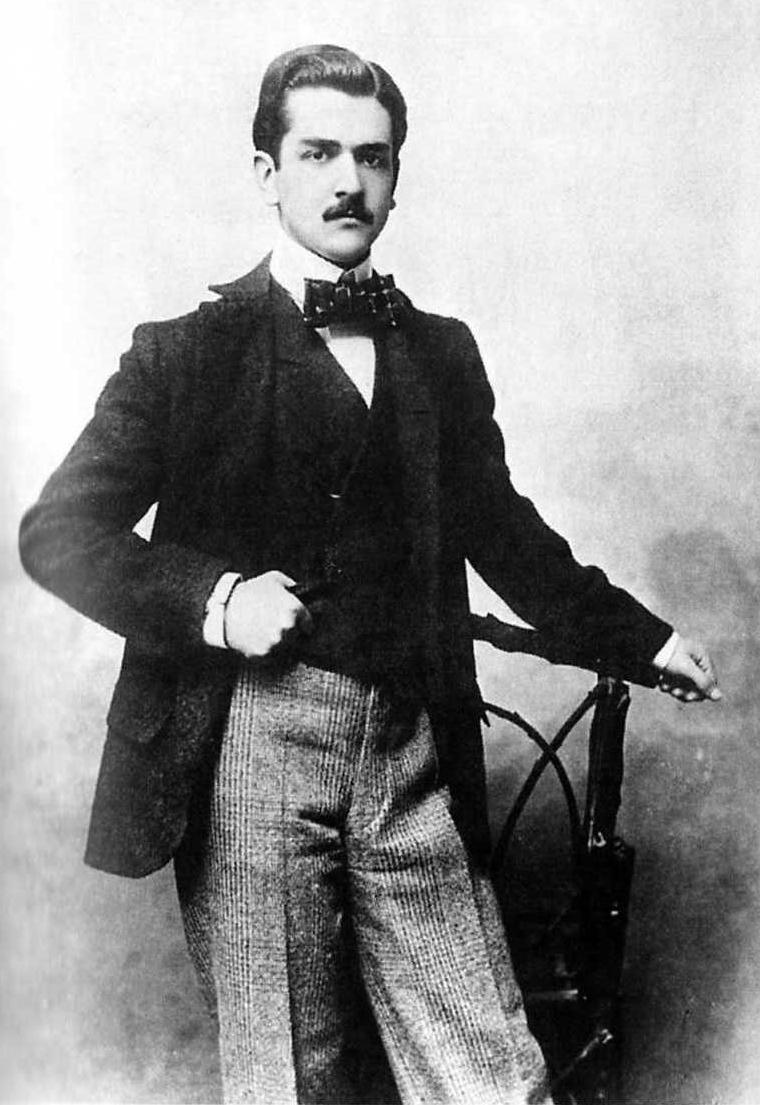
Raymond Roussel (1896)

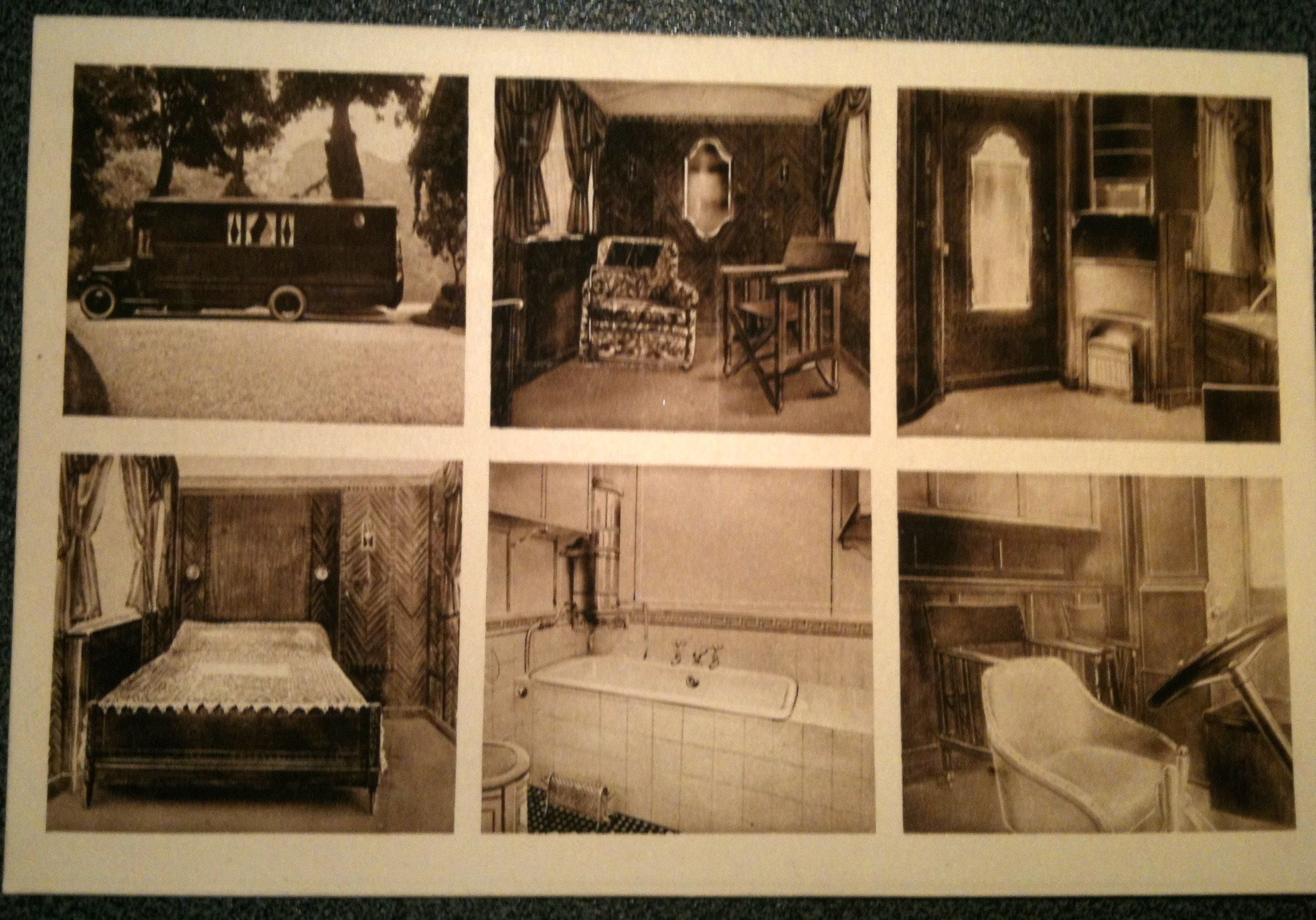
Roussels Reisefahrzeug

Raymond Roussel (* 20. Januar 1877 in Paris; † 14. Juli 1933 in Palermo) war ein französischer Schriftsteller und Schachtheoretiker, der zahlreiche literarische Tendenzen der Moderne wie Surrealismus, Pataphysik, Oulipo sowie den Nouveau Roman, aber auch die bildenden Künste maßgeblich beeinflusste.

## Leben
Raymond Roussel entstammte einer sehr wohlhabenden bürgerlichen Familie und verbrachte eine nach seinem eigenen Urteil überaus glückliche Kindheit. Er studierte auf Wunsch seiner Mutter zunächst am Konservatorium seiner Heimatstadt Musik, widmete sich dann aber der Dichtung. Mit siebzehn Jahren schrieb er in einem ekstatischen Schaffensrausch sein erstes Werk La Doublure in alexandrinischen Versen, das er wie alle seine Bücher auf eigene Kosten von seinem zukünftigen Stammverlag Alphonse Lemerre am 10. Juni 1897 veröffentlichen ließ. Der Misserfolg dieses Werks stürzte ihn in eine schwere psychische Krise. Dennoch bestand er nur wenige Tage später seine Konservatoriumsprüfung mit Auszeichnung und wurde für wehrdiensttauglich erklärt. Im November 1898 begann er seinen zweijährigen Militärdienst und besuchte im darauffolgenden Jahr sein großes Vorbild Jules Verne in Amiens. Zur selben Zeit arbeitete er an kurzen Erzählungen, die er mit Hilfe eines Konstruktionsverfahrens schrieb, das den Ausgangspunkt seiner späteren Werke bilden sollte. 1900 veröffentlichte er die Erzählung Chiquenaude. 1904 erschienen seine Verserzählungen La Vue, Le Concert und La Source. Letztere etwa widmet sich der minutiösen Beschreibung des Etiketts einer Mineralwasserflasche. In seinem 1910 veröffentlichten Werk Impressions d’Afrique beschrieb Roussel ein vollkommen imaginäres Afrika. Locus Solus, sein zweiter großer Roman, erschien Anfang 1914 in Buchform. Mit Ausbruch des Ersten Weltkrieges wurde Roussel mobilisiert und rückte aufgrund seines Alters in den Autofahrdienst ein. 1918 wurde er mit der Médaille commémorative française und der Médaille de la Victoire ausgezeichnet.
In den Jahren 1920 bis 1921 unternahm er eine Weltreise, unter anderem auf den Spuren von Pierre Loti, betonte aber stets die Trennung zwischen dieser Reise und seinem dichterischen Schaffen. Michel Leiris finanzierte er eine Afrika-Expedition. 1924 veröffentlichte er sein Drama L'Étoile au front, dessen Aufführung zu Tumulten im Publikum führte, Roussel aber die Aufmerksamkeit der Surrealisten sicherte. Auch sein zwei Jahre später aufgeführtes Drama La Poussière du soleil fiel beim allgemeinen Publikum durch. In einem eigens für ihn konstruierten Wohnwagen unternahm er eine Reise nach Italien, wo er diesen von Mussolini und Pius XI. bestaunen ließ. Nach der Veröffentlichung der Verserzählung Nouvelles Impressions d'Afrique, an der er seit 1915 gearbeitet hatte, stellte Roussel seine schriftstellerische Tätigkeit 1932 ein und widmete sich ausschließlich und manisch dem Schachspiel. Sein langjähriger Psychiater war Pierre Janet, der Roussels Fallgeschichte unter dem Patientenpseudonym Martial in der zweibändigen Studie De l'angoisse à l'exstase von 1926 beschrieb. Roussel nahm sich am 14. Juli 1933 in Palermo im Grand Hôtel et des Palmes das Leben.
Das schriftstellerische Werk Roussels beruht auf einer von ihm selbst entwickelten Schreibtechnik, der Wortspiele und Klangassoziationen zugrunde liegen. Roussel erläutert diese Technik in seinem 1935 erschienenen Buch Comment j’ai écrit certains de mes livres (dt. Wie ich einige meiner Bücher geschrieben habe). Insofern gilt Roussel als Vorläufer der „écriture automatique“ der Surrealisten.
Roussel entwickelte Anfang der 1930er Jahre Roussels Lesemaschine als Lesehilfe für seine verschachtelten Texte.

## Wirkung
Roussel strebte zeit seines Lebens nach einem Ruhm, der ihm verwehrt blieb. Während er glaubte, für das bürgerliche und akademische Publikum seiner Zeit literarische Werke im Stil seiner Vorbilder Edmond Rostand, Jules Verne oder Pierre Loti zu verfassen, übte er vor allem durch die skandalträchtigen Theateraufführungen seiner Werke eine bleibende Faszination auf die Mitglieder der Pariser Avantgarde aus.
So besuchten im Jahr 1912 etwa Guillaume Apollinaire, Francis Picabia, dessen Frau Gabrielle und Marcel Duchamp gemeinsam eine der ersten Vorstellungen von Impressions d'Afrique im Théâtre Antoine. Insbesondere Duchamp ist nie müde geworden, den Einfluss Roussels, der ihm „den Weg zeigte“, in Gesprächen und Interviews hervorzuheben: „Der Grund, weshalb ich ihn bewunderte, war, daß er etwas produzierte, das ich noch nie gesehen hatte.“
Eine der ersten kritischen Würdigungen erfuhr Roussel durch die zuerst in der Zeitschrift Gils Blas veröffentlichte Studie Un auteur difficile von Robert de Montesquiou, dem Vorbild für Huysmans’ Des Esseintes und Prousts Baron de Charlus.
Die Surrealisten, unter ihnen Philippe Soupault, Paul Éluard, Robert Desnos, Roger Vitrac, Salvador Dalí und Michel Leiris, dessen Vater der Finanzberater der Familie Roussel war, widmeten Roussel enthusiastische Artikel, der sich ihnen gegenüber zwar distanziert zeigte, sie jedoch in seinem Testament als Adressaten seines posthum erschienenen Werkes Comment j'ai écrit certains de mes livres berücksichtigte.
1932 würdigte der Schachgroßmeister Savielly Tartakower eingehend die Formule Raymond Roussel, eine von Roussel innerhalb von drei Monaten entdeckte Kombination für das Matt mit Springer und Läufer.
1940 nahm André Breton Roussel in seine Anthologie des Schwarzen Humors auf.
1963 wurden Roussels Werke durch den Verleger Jean-Jacques Pauvert wiederaufgelegt. Im selben Jahr erschien Michel Foucaults Buch Raymond Roussel, das zugleich dessen einzige literaturwissenschaftliche Monographie bleiben sollte, sowie Alain Robbe-Grillets Essay Énigmes et transparence chez Raymond Roussel, in dem dieser Roussel zu den Vorläufern des Nouveau Roman zählt.
Die Mitglieder von Oulipo konnten Roussel aufgrund seiner schriftstellerischen Arbeit mit selbst auferlegten formalen Zwängen als einen ihrer Vorgänger feiern. Ebenso übten seine Werke einen bedeutenden Einfluss auf einige Dichter der New York School wie John Ashbery und Harry Mathews aus.
In der 1975 von Harald Szeemann für die Kunsthalle Bern organisierten Ausstellung Junggesellenmaschinen wird Roussel neben Alfred Jarry, Franz Kafka, Picabia und Duchamp ein bedeutender Platz unter den Schöpfern eines modernen Maschinenmythos zugewiesen.
1989 übergab der Möbelspediteur Bredel der Bibliothèque nationale de France neun Umzugskartons aus dem Besitz Raymond Roussels. In ihnen fanden sich neben zahlreichen Briefen, Entwürfen und Photographien auch die bis dahin unbekannten Werke La Seine, Les Noces und L'allée aux lucioles, die zum Plan einer neuen Gesamtausgabe führten.
2012 organisierten das Museu Serralves in Porto und das Museo Nacional Centro de Arte Reina Sofía in Madrid die Ausstellung Locus Solus: Impressions de Raymond Roussel, die Roussels Bedeutung für die bildende Kunst des zwanzigsten Jahrhunderts hervorhob. Teile der Ausstellung waren im darauffolgenden Jahr unter dem Titel Nouvelles Impressions de Raymond Roussel im Palais de Tokyo in Paris sowie unter dem Titel Raymond Roussel: The President of The Republic of Dreams in der Galerie Daniel Buchholz Berlin zu sehen.

## Nachweise
1. ↑  „An meine Kindheit habe ich eine köstliche Erinnerung behalten. Ich kann sagen, daß ich damals mehrere Jahre vollkommenen Glücks erlebt habe.“ (Raymond Roussel: „Wie ich einige meiner Bücher geschrieben habe“, in: Hanns Grössel [Hrsg.]: Raymond Roussel. Eine Dokumentation, München: text + kritik, 1977, S. 91.)
2. ↑  „Als La Doublure erschien, am 10. Juni 1897, bereitete mir sein Mißerfolg einen Schock von schrecklicher Heftigkeit. Ich hatte das Gefühl, von einem ungeheuren Ruhmesgipfel bis auf den Boden hinuntergestürzt zu werden. Die Erschütterung ging so weit, daß sie bei mir eine Art Hautkrankheit hervorrief […]. Vor allem erwuchs aus diesem Schock eine entsetzliche Nervenkrankheit, an der ich sehr lange litt.“ (in: Hanns Grössel [Hrsg.]: Raymond Roussel. Eine Dokumentation, München: text + kritik, 1977, S. 92.)
3. ↑  Über Jules Verne meinte Roussel: „Meine Bewunderung für ihn ist grenzenlos. […] Ich hatte das Glück, einmal von ihm in Amiens empfangen zu werden, wo ich meinen Militärdienst ableistete, und die Hand drücken zu können, die soviele unsterbliche Werke geschrieben hat.“ (in: Hanns Grössel [Hrsg.]: Raymond Roussel. Eine Dokumentation, München: text + kritik, 1977, S. 90.)
4. ↑  „Ich machte mich wieder an die Arbeit, aber auf vernünftigere Weise als während meiner großen Überanstrengungs-Krise. Einige Jahre vergingen mit Erkundungsarbeiten. Keines meiner Werke befriedigte mich, außer Chiquenaude, das ich gegen 1900 veröffentlichte.“ (in: Hanns Grössel [Hrsg.]: Raymond Roussel. Eine Dokumentation, München: text + kritik, 1977, S. 92.)
5. ↑  „Ich bin viel gereist. […] Aus all diesen Reisen habe ich nie etwas für meine Bücher geschöpft. Mir schien, das verdiente, mitgeteilt zu werden, beweist es doch, daß bei mir die Einbildungskraft alles ist.“ (in: Hanns Grössel [Hrsg.]: Raymond Roussel. Eine Dokumentation, München: text + kritik, 1977, S. 91.)
6. ↑  Michel Leiris schilderte diese unter Leitung von Marcel Griaule unternommene Expedition in seinem 1934 veröffentlichten Tagebuch L'Afrique fantôme (Phantom Afrika.Tagebuch einer Expedition von Dakar nach Djibouti 1931–1933, Frankfurt am Main: Syndikat, 1980 u. 1984.)
7. ↑  Marcel Duchamp: Interviews und Statements, gesammelt, übersetzt und annotiert von Serge Stauffer, Stuttgart: Cantz, 1992, S. 38 u. S. 181.
8. ↑  Marcel Duchamp: Interviews und Statements, gesammelt, übersetzt und annotiert von Serge Stauffer, Stuttgart: Cantz, 1992, S. 38. Siehe auch S. 79 u. 80.
9. ↑  Wiederabgedruckt in: Robert de Montesquiou: Élus et Appelés, Paris: Émiles-Paul Frères, 1921, S. 187–224.
10. ↑  Raymond Roussel ließ diese Kombination sowie drei ihm gewidmete Artikel Tartakowers in Comment j'ai écrits certains de mes livres abdrucken.
11. ↑  Alain Robbe-Grillet: „Énigmes et transparence chez Raymond Roussel“, in: Pour un Nouveau Roman, Paris: Minuit, 1963, S. 87–95.
12. ↑  Siehe den gleichnamigen Katalog zur Ausstellung: Hans Ulrich Reck, Harald Szeemann [Hrsg.]: Junggesellenmaschinen. Erweiterte Neuausgabe, Wien – New York: Springer, 1999.
13. ↑  Siehe: François Piron [Hrsg.]: Locus Solus. Impressions de Raymond Roussel, Dijon: Les presses du réel, 2013.

## Werke (Auswahl)
- Der Anblick, Das Konzert, Die Quelle („La Vue“, „Le Concert“, „La Source“), aus dem Französischen übertragen und mit einem Abc der Anblicke versehen von Maximilian Gilleßen und Stefan Ripplinger. Zero sharp, Berlin 2022, ISBN 978-3-945421-15-4
  - Der Anblick (Auszüge aus La Vue). Übersetzt von Stefan Ripplinger. In: Schreibheft. Zeitschrift für Literatur 91 (2018).
- Die Allee der Leuchtkäfer. Flio. Zero sharp, Berlin 2015, ISBN 978-3-945421-02-4.
- Chiquenaude und andere Texte aus früher Jugend. Zero sharp, Berlin 2014, ISBN 978-3-945421-00-0.
- Locus Solus. In der Druckfassung von 1914 und ergänzt durch Episoden aus der erstmals veröffentlichten Urfassung. Von Stefan Zweifel entziffert, kommentiert und aus dem Französischen übertragen. Die andere Bibliothek, Berlin 2012, ISBN 978-3-8477-0329-7.
- Locus Solus. 2. Aufl. Suhrkamp, Frankfurt/M. 1983, ISBN 3-518-01559-1 (übersetzt von Cajetan Freund).
- Die Prädestinierten. 2 Theaterstücke; „Der Stern auf der Stirn“ und „Sonnenstaub“ („L'étoile au front“ und „La poussière du soleil“). Hanser, München 1978, ISBN 3-446-12492-6 (übersetzt von Klaus Völker und Jürg Laederach, hrsg. von Klaus Völker).
- Eindrücke aus Afrika („Impressions d'Afrique“). Matthes und Seitz, München 1980, ISBN 3-88221-213-6 (übersetzt von Cajetan Freund).
- Nouvelles impressions d'Afrique. Verlag Text und Kritik, München 1980, ISBN 3-88377-017-5 (französisch/deutsch; übersetzt von Hanns Grössel).
  - Neue Impressionen aus Afrika, mit 59 Zeichnungen von H.-A. Zo. Zero sharp Verlag, Berlin 2016, ISBN 978-3-945421-03-1.
- In Havanna. Ein Romanfragment. Syndikat/EVA, Frankfurt/M. 1984, ISBN 3-434-46031-4 (hrsg./übersetzt von Hanns Grössel).